# Coppa CEV 2014-2015 (maschile)
La Coppa CEV 2014-2015, 43ª edizione della Coppa CEV di pallavolo maschile, si è svolta dal 5 novembre 2014 all'11 aprile 2015: al torneo hanno partecipato trentasei squadre di club europee e la vittoria è andata per la terza volta alla Dinamo Mosca.

## Regolamento
Le squadre hanno disputato sedicesimi di finale, ottavi di finale, quarti di finale, Challenge Round (a cui si sono aggiunte quattro squadre provenienti dalla Champions League 2014-15), semifinali e finale, tutte giocate con gare di andata e ritorno (nel caso in cui la partita di andata termini con il punteggio di 3-0 o 3-1 e quella di ritorno indifferentemente con il punteggio di 3-0 o 3-1 oppure entrambe le partite terminino con il punteggio di 3-2 viene disputato un golden set).

## Squadre partecipanti
| - Asse-Lennik - Roeselare - Topvolley Antwerpen - Gabrovo - Jedinstvo Brčko - Mladost Brčko - Rovinj - Audentese - Duo | - Kokkolan Tiikerit - Raision Loimu - Vammalan - Gazélec Ajaccio - Spacer's Toulouse - Bühl - Maccabi Tel Aviv - Trentino - Dynamo Apeldoorn | - Zwolle - ZAKSA - Brno - Dukla Liberec - Zlín - Dinamo Bucarest - Universitatea Craiova - Dinamo Mosca - Partizan | - Vojvodina - Teruel - Näfels - Arkas - Fenerbahçe - İstanbul BB - Lokomotyv Charkiv - Khimprom Sumy - Kecskeméti |

## Torneo

### Sedicesimi di finale

#### Andata
| 4 novembre 2014 Centro Sportivo SPENS, Novi Sad Durata: 1h:47 - Spettatori: 850       | Vojvodina         | 1 - 3 | Trentino              | 25-22, 21-25, 24-26, 18-25        |
| 4 novembre 2014 Sportska Dvorana Magnet, Brčko Durata: 1h:58 - Spettatori: 1 000      | Mladost Brčko     | 2 - 3 | Maccabi Tel Aviv      | 22-25, 25-18, 23-25, 25-19, 12-15 |
| 6 novembre 2014 Šumice Sport Center, Belgrado Durata: 1h:54 - Spettatori: 200         | Partizan          | 3 - 2 | Universitatea Craiova | 25-18, 25-16, 21-25, 18-25, 15-12 |
| 5 novembre 2014 Messzi István Sportcsarnok, Kecskemét Durata: 2h:11 - Spettatori: 400 | Kecskeméti        | 2 - 3 | Dinamo Bucarest       | 22-25, 16-25, 25-21, 34-32, 9-15  |
| 5 novembre 2014 Kerttulan Liikuntahalli, Raisio Durata: 1h:38 - Spettatori: 633       | Raision Loimu     | 1 - 3 | Asse-Lennik           | 25-18, 20-25, 14-25, 18-25        |
| - Durata: 0 - Spettatori: 0                                                           | Khimprom Sumy     | 0 - 3 | Lokomotyv Charkiv     | 0-25, 0-25, 0-25                  |
| 5 novembre 2014 Omnisport Apeldoorn, Apeldoorn Durata: 1h:53 - Spettatori: 856        | Dynamo Apeldoorn  | 3 - 2 | Näfels                | 22-25, 27-25, 14-25, 25-19, 15-12 |
| 6 novembre 2014 Burhan Felek Spor Salonu, Istanbul Durata: 1h:29 - Spettatori: 250    | İstanbul BB       | 3 - 1 | Brno                  | 23-25, 25-13, 25-10, 25-10        |
| 6 novembre 2014 Sportovní Hala, Zlín Durata: 1h:14 - Spettatori: ?                    | Zlín              | 0 - 3 | Dinamo Mosca          | 14-25, 23-25, 20-25               |
| 6 novembre 2014 Landstede Sportcentrum, Zwolle Durata: 1h:04 - Spettatori: 849        | Zwolle            | 3 - 0 | Rovinj                | 25-20, 25-10, 25-16               |
| 5 novembre 2014 Palais André-Brouat, Tolosa Durata: 1h:11 - Spettatori: 450           | Spacer's Toulouse | 3 - 0 | Dukla Liberec         | 25-18, 25-22, 25-13               |
| 5 novembre 2014 Großsporthalle, Bühl Durata: 1h:36 - Spettatori: 1 060                | Bühl              | 3 - 1 | Duo                   | 25-21, 25-19, 23-25, 25-19        |
| 6 novembre 2014 Sportska Dvorana Magnet, Brčko Durata: 1h:05 - Spettatori: 700        | Jedinstvo Brčko   | 0 - 3 | Gazélec Ajaccio       | 20-25, 13-25, 16-25               |
| 4 novembre 2014 Atatürk Kapalı Spor Salonu, Smirne Durata: 0h:57 - Spettatori: ?      | Gabrovo           | 0 - 3 | Arkas                 | 13-25, 17-25, 11-25               |
| 6 novembre 2014 Vexve Areena, Sastamala Durata: 1h:11 - Spettatori: 790               | Vammalan          | 3 - 0 | Audentese             | 25-20, 25-17, 25-19               |
| 4 novembre 2014 Hala Azoty, Kędzierzyn-Koźle Durata: 1h:49 - Spettatori: 800          | ZAKSA             | 3 - 1 | Kokkolan Tiikerit     | 25-22, 25-22, 12-25, 25-21        |

#### Ritorno
| 19 novembre 2014 PalaTrento, Trento Durata: 1h:29 - Spettatori: 1 946                  | Trentino              | 3 - 0 | Vojvodina         | 25-23, 31-29, 25-20                                |
| 19 novembre 2014 National Sport Center, Tel Aviv Durata: 1h:58 - Spettatori: 160       | Maccabi Tel Aviv      | 3 - 2 | Mladost Brčko     | 24-26, 25-20, 25-19, 18-25, 15-12                  |
| 19 novembre 2014 Sala Polivalentă Oltenia, Craiova Durata: 1h:15 - Spettatori: 450     | Universitatea Craiova | 3 - 0 | Partizan          | 25-22, 25-21, 25-14                                |
| 19 novembre 2014 Sala Polivalentă Dinamo, Bucarest Durata: 1h:49 - Spettatori: 300     | Dinamo Bucarest       | 1 - 3 | Kecskeméti        | 25-16, 23-25, 25-27, 23-25                         |
| 19 novembre 2014 Sportcomplex Molenbos, Asse Durata: 1h:03 - Spettatori: 550           | Asse-Lennik           | 3 - 0 | Raision Loimu     | 25-17, 25-14, 25-13                                |
| - Durata: 0 - Spettatori: 0                                                            | Lokomotyv Charkiv     | 3 - 0 | Khimprom Sumy     | 25-0, 25-0, 25-0                                   |
| 20 novembre 2014 Sporthalle Grünfeld, Rapperswil-Jona Durata: 2h:15 - Spettatori: 425  | Näfels                | 3 - 2 | Dynamo Apeldoorn  | 25-23, 25-22, 16-25, 19-25, 15-5 Golden Set: 13-15 |
| 19 novembre 2014 Městská Hala Vodova, Brno Durata: 1h:20 - Spettatori: 900             | Brno                  | 0 - 3 | İstanbul BB       | 20-25, 21-25, 16-25                                |
| 18 novembre 2014 Dynamo Sports Palace, Mosca Durata: 1h:10 - Spettatori: 1 500         | Dinamo Mosca          | 3 - 0 | Zlín              | 25-17, 25-13, 25-22                                |
| 20 novembre 2014 Dvorana Gymnasium, Rovigno Durata: 1h:00 - Spettatori: 150            | Rovinj                | 0 - 3 | Zwolle            | 17-25, 10-25, 14-25                                |
| 19 novembre 2014 Sportovní hala Dukla Liberec, Liberec Durata: 1h:22 - Spettatori: 950 | Dukla Liberec         | 0 - 3 | Spacer's Toulouse | 13-25, 22-25, 29-31                                |
| 18 novembre 2014 Sports Hall University, Tartu Durata: 1h:16 - Spettatori: 1 000       | Duo                   | 0 - 3 | Bühl              | 21-25, 17-25, 20-25                                |
| 18 novembre 2014 U Palatinu, Ajaccio Durata: 1h:06 - Spettatori: 1 000                 | Gazélec Ajaccio       | 3 - 0 | Jedinstvo Brčko   | 25-16, 25-16, 25-13                                |
| 5 novembre 2014 Atatürk Kapalı Spor Salonu, Smirne Durata: 1h:06 - Spettatori: 200     | Arkas                 | 3 - 0 | Gabrovo           | 25-13, 25-16, 25-21                                |
| 20 novembre 2014 Saku Suurhall Arena, Tallinn Durata: 1h:47 - Spettatori: 1 000        | Audentese             | 1 - 3 | Vammalan          | 25-23, 25-27, 23-25, 22-25                         |
| 19 novembre 2014 Ice Hockey Hall, Kokkola Durata: 2h:21 - Spettatori: 1 658            | Kokkolan Tiikerit     | 3 - 2 | ZAKSA             | 31-29, 22-25, 28-30, 25-22, 15-13                  |

#### Squadre qualificate
| - Gazélec Ajaccio - Dynamo Apeldoorn - Bühl - Universitatea Craiova - İstanbul BB - Arkas - Kecskeméti - ZAKSA | - Lokomotyv Charkiv - Asse-Lennik - Dinamo Mosca - Maccabi Tel Aviv - Spacer's Toulouse - Trentino - Vammalan - Zwolle |

### Ottavi di finale

#### Andata
| 4 dicembre 2014 PalaTrento, Trento Durata: 1h:05 - Spettatori: 2 021                  | Trentino          | 3 - 0 | Maccabi Tel Aviv      | 25-16, 25-12, 25-20               |
| 2 dicembre 2014 Messzi István Sportcsarnok, Kecskemét Durata: 1h:18 - Spettatori: 600 | Kecskeméti        | 0 - 3 | Universitatea Craiova | 21-25, 20-25, 9-25                |
| 16 dicembre 2014 Sportcomplex Molenbos, Asse Durata: 2h:00 - Spettatori: 950          | Lokomotyv Charkiv | 2 - 3 | Asse-Lennik           | 20-25, 25-21, 25-22, 16-25, 12-15 |
| 3 dicembre 2014 Omnisport Apeldoorn, Apeldoorn Durata: 1h:38 - Spettatori: 1 047      | Dynamo Apeldoorn  | 1 - 3 | İstanbul BB           | 25-22, 15-25, 21-25, 19-25        |
| 3 dicembre 2014 Dynamo Sports Palace, Mosca Durata: 1h:07 - Spettatori: 1 500         | Dinamo Mosca      | 3 - 0 | Zwolle                | 25-17, 25-19, 25-14               |
| 2 dicembre 2014 Palais André-Brouat, Tolosa Durata: 1h:12 - Spettatori: 812           | Spacer's Toulouse | 3 - 0 | Bühl                  | 25-17, 25-22, 25-19               |
| 4 dicembre 2014 U Palatinu, Ajaccio Durata: 2h:07 - Spettatori: 1 000                 | Gazélec Ajaccio   | 3 - 2 | Arkas                 | 25-21, 21-25, 28-26, 14-25, 15-12 |
| 3 dicembre 2014 Hala Azoty, Kędzierzyn-Koźle Durata: 1h:51 - Spettatori: 800          | ZAKSA             | 3 - 1 | Vammalan              | 27-25, 23-25, 25-23, 25-22        |

#### Ritorno
| 17 dicembre 2014 National Sport Center, Tel Aviv Durata: 1h:02 - Spettatori: 400      | Maccabi Tel Aviv      | 0 - 3 | Trentino          | 15-25, 13-25, 16-25               |
| 16 dicembre 2014 Sala Polivalentă Oltenia, Craiova Durata: 1h:20 - Spettatori: 600    | Universitatea Craiova | 3 - 0 | Kecskeméti        | 25-16, 26-24, 25-18               |
| 17 dicembre 2014 Sportcomplex Molenbos, Asse Durata: 1h:52 - Spettatori: 800          | Asse-Lennik           | 3 - 1 | Lokomotyv Charkiv | 25-22, 21-25, 29-27, 25-17        |
| 17 dicembre 2014 Burhan Felek Spor Salonu, Istanbul Durata: 1h:08 - Spettatori: 350   | İstanbul BB           | 3 - 0 | Dynamo Apeldoorn  | 25-15, 25-19, 25-19               |
| 17 dicembre 2014 Landstede Sportcentrum, Zwolle Durata: 1h:46 - Spettatori: 1 850     | Zwolle                | 1 - 3 | Dinamo Mosca      | 18-25, 25-23, 17-25, 19-25        |
| 17 dicembre 2014 Großsporthalle, Bühl Durata: 1h:41 - Spettatori: 1 150               | Bühl                  | 1 - 3 | Spacer's Toulouse | 22-25, 30-28, 17-25, 23-25        |
| 17 dicembre 2014 Atatürk Kapalı Spor Salonu, Smirne Durata: 1h:42 - Spettatori: 1 250 | Arkas                 | 3 - 1 | Gazélec Ajaccio   | 25-18, 22-25, 25-17, 25-20        |
| 18 dicembre 2014 Vexve Areena, Sastamala Durata: 1h:44 - Spettatori: 1 230            | Vammalan              | 3 - 2 | ZAKSA             | 23-25, 22-25, 25-18, 25-16, 15-12 |

#### Squadre qualificate
- Universitatea Craiova
- İstanbul BB
- Arkas
- ZAKSA
- Asse-Lennik
- Dinamo Mosca
- Spacer's Toulouse
- Trentino

### Quarti di finale

#### Andata
| 13 gennaio 2015 Sala Polivalentă Oltenia, Craiova Durata: 1h:19 - Spettatori: 2 000 | Universitatea Craiova | 0 - 3 | Trentino     | 25-27, 22-25, 19-25               |
| 14 gennaio 2015 Burhan Felek Spor Salonu, Istanbul Durata: 1h:28 - Spettatori: 150  | İstanbul BB           | 0 - 3 | Asse-Lennik  | 22-25, 19-25, 25-27               |
| 13 gennaio 2015 Palais André-Brouat, Tolosa Durata: 2h:07 - Spettatori: 3 200       | Spacer's Toulouse     | 2 - 3 | Dinamo Mosca | 25-22, 22-25, 15-25, 25-22, 16-18 |
| 15 gennaio 2015 Hala Azoty, Kędzierzyn-Koźle Durata: 1h:20 - Spettatori: 1 200      | ZAKSA                 | 3 - 0 | Arkas        | 25-23, 27-25, 25-17               |

#### Ritorno
| 22 gennaio 2015 PalaTrento, Trento Durata: 1h:30 - Spettatori: 600                   | Trentino     | 3 - 1 | Universitatea Craiova | 25-15, 25-16, 20-25, 25-15            |
| 21 gennaio 2015 Sportcomplex Molenbos, Asse Durata: 1h:19 - Spettatori: 650          | Asse-Lennik  | 3 - 0 | İstanbul BB           | 25-19, 25-20, 27-25                   |
| 21 gennaio 2015 Dynamo Sports Palace, Mosca Durata: 1h:11 - Spettatori: 2 350        | Dinamo Mosca | 3 - 0 | Spacer's Toulouse     | 25-15, 25-22, 25-22                   |
| 22 gennaio 2015 Atatürk Kapalı Spor Salonu, Smirne Durata: 1h:45 - Spettatori: 3 000 | Arkas        | 3 - 0 | ZAKSA                 | 25-20, 27-25, 25-16 Golden set: 10-15 |

#### Squadre qualificate
- ZAKSA
- Asse-Lennik
- Dinamo Mosca
- Trentino

### Challenge Round

#### Andata
| 4 marzo 2015 Sportcomplex Molenbos, Asse Durata: 1h:25 - Spettatori: 750    | Asse-Lennik  | 3 - 0 | Topvolley Antwerpen | 25-18, 25-21, 25-22               |
| 4 marzo 2015 Dynamo Sports Palace, Mosca Durata: 1h:13 - Spettatori: 2 000  | Dinamo Mosca | 3 - 0 | Fenerbahçe          | 25-16, 25-19, 25-18               |
| 5 marzo 2015 PalaTrento, Trento Durata: 2h:01 - Spettatori: 1 163           | Trentino     | 3 - 2 | Roeselare           | 25-22, 25-18, 19-25, 24-26, 15-11 |
| 4 marzo 2015 Hala Azoty, Kędzierzyn-Koźle Durata: 1h:13 - Spettatori: 1 200 | ZAKSA        | 3 - 0 | Teruel              | 25-19, 25-23, 25-19               |

#### Ritorno
| 11 marzo 2015 Sporthal Arena, Deurne Durata: 2h:31 - Spettatori: 1 300           | Topvolley Antwerpen | 3 - 1 | Asse-Lennik  | 25-13, 22-25, 25-22, 25-22 Golden set: 16-18 |
| 11 marzo 2015 Burhan Felek Spor Salonu, Istanbul Durata: 2h:22 - Spettatori: 450 | Fenerbahçe          | 3 - 2 | Dinamo Mosca | 25-22, 27-29, 28-26, 19-25, 16-14            |
| 11 marzo 2015 Schiervelde, Roeselare Durata: 1h:57 - Spettatori: 2 040           | Roeselare           | 2 - 3 | Trentino     | 16-25, 25-17, 25-19, 20-25, 6-15             |
| 11 marzo 2015 Pabellón Los Planos, Teruel Durata: 1h:54 - Spettatori: 1 100      | Teruel              | 1 - 3 | ZAKSA        | 23-25, 26-28, 28-26, 23-25                   |

#### Squadre qualificate
- ZAKSA
- Asse-Lennik
- Dinamo Mosca
- Trentino

### Semifinali

#### Andata
| 24 marzo 2015 Dynamo Sports Palace, Mosca Durata: 1h:09 - Spettatori: 3 000  | Dinamo Mosca | 3 - 0 | Asse-Lennik | 25-16, 25-16, 25-16               |
| 24 marzo 2015 Hala Azoty, Kędzierzyn-Koźle Durata: 2h:11 - Spettatori: 1 900 | ZAKSA        | 2 - 3 | Trentino    | 20-25, 25-21, 23-25, 27-25, 17-19 |

#### Ritorno
| 28 marzo 2015 Sportcomplex Molenbos, Asse Durata: 1h:35 - Spettatori: 500 | Asse-Lennik | 0 - 3 | Dinamo Mosca | 19-25, 25-27, 30-32        |
| 28 marzo 2015 PalaTrento, Trento Durata: 1h:52 - Spettatori: 2 310        | Trentino    | 3 - 1 | ZAKSA        | 25-17, 23-25, 25-22, 25-18 |

#### Squadre qualificate
- Dinamo Mosca
- Trentino

### Finale

#### Andata
| 7 aprile 2015 PalaTrento, Trento Durata: 1h:52 - Spettatori: 3 256 | Trentino | 1 - 3 | Dinamo Mosca | 23-25, 25-23, 22-25, 21-25 |

#### Ritorno
| 11 aprile 2015 Dynamo Sports Palace, Mosca Durata: 2h:03 - Spettatori: 4 000 | Dinamo Mosca | 1 - 3 | Trentino | 27-25, 19-25, 17-25, 24-26 Golden set: 15-12 |

#### Squadra campione
- Dinamo Mosca